# میهن بهرامی
میهن بهرامی (۱۱ تیرِ ۱۳۲۶ – ۳ اردیبهشتِ ۱۳۹۶) روان‌شناس، داستان‌نویس، فیلم‌نامه‌نویس و ناقدِ سینماییِ ایرانی بود که به نقاشی نیز پرداخت.
بهرامی تحصیلات خود را تا مرحلهٔ دکتری فلسفه در دانشگاه تهران ادامه داد؛ چندی نیز در آمریکا به مطالعهٔ مجسمه‌سازی و نقّاشی پرداخت. چند کتاب برای کودکان نوشت و نقدهای ادبی و سینماییش در مجلات چاپ شد. چند فیلم‌نامه و آثاری دربارهٔ بهداشت روانی کارنامهٔ نوشتاری او را غنی‌تر کرد. از او مجموعه‌های داستان کوتاه با مایه‌های خاطره‌ای و نوستالژیک چاپ شده است: زنبق ناچین (۱۳۴۱)، حیوان (۱۳۶۴) و هفت شاخهٔ سرخ (۱۳۷۹). بنا به دیدگاه حسن میرعابدینی، بهرامی یا از دوران کودکی نوشته یا به جلوه‌های رقت‌انگیز وقایعی می‌پردازد که در زندگی خانواده‌های مرفه و سنتی تهران قدیم روی می‌دهد. عابدینی همچنین یاد می‌کند که قهرمانان اغلب داستان‌های بهرامی زنانی‌اند که در قید و بند سلسله‌مراتب اجتماعی و سنت‌های دست و پاگیر گرفتار شده‌اند.

## زندگی و آثار
در ۱۱ تیر ۱۳۲۶ در تهران متولد شد. فوق لیسانس جامعه‌شناسی و فلسفه را از دانشگاه تهران گرفت و در رشته روان‌شناسی اجتماعی در دانشگاه UCLA ادامه تحصیل داد.
میهن بهرامی از سیزده‌سالگی زیر نظر جعفر پتگر به نقاشی پرداخت و رونوشت‌های گویا و عمیقی از آثار هنرمندان بزرگ کلاسیک پدیدآورد. توجه و علاقهٔ خاص او به نقاشی گل و منظره باعث شد سبکی نو - کلاسیک با ویژگی‌های خاص خود در این زمینه پدیدآورد که بعدها در لندن مورد تحسین کارشناسان هنر قرار گرفت.
او نخستین رمان خود، زنبق ناچین، را در هفده‌سالگی منتشر کرد. نثر ادبی پربار، شورانگیز، امپرسیونیستی، و ژرف‌اندیشانهٔ او واژگان زیادی از زبان محاورهٔ سنتی شهری را وارد زبان ادبی کرد و نیز واژگان برساختهٔ نو به زبان فارسی آورد. از این لحاظ، می‌توان کار او را قابل مقایسه با شکسپیر در زبان انگلیسی و دانته در زبان ایتالیایی دانست. شور و دلنشینی نوشته‌های او، در کنار ویژگی‌های دیگر، موجب شد از همان آغاز وارد همکاری با نشریه‌های ادبی والای روز همچون فردوسی، سخن و نگین شود. قصهٔ ماه خانوم، سفر کوچک به فضا، و بازنویسی دو قصهٔ قدیمی کدو و کدو قلقله زن، که در سال‌های ۱۳۵۹ و ۱۳۶۰ به صورت کتاب قصه و نوار کاست همراه تهیه شدند، بدنهٔ فعالیت‌های او در زمینهٔ ادبیات کودک و نوجوان را تشکیل می‌دهند.
او در زمینهٔ نوشتن طرح و قصه برای فیلم‌نامه، فیلم‌نامه‌نویسی فعالیت‌های گسترده داشت و مجموعهٔ عظیمی از نقد فیلم، تئاتر، و سایر هنرهای دراماتیک پدیدآورد.
فعالیت‌های او در حوزهٔ روان‌شناسی و روان کاوی شامل ترجمه و تألیف آثار پژوهشی و نیز مشاوره‌های روان درمانی بود.
در زمینه ادبیات داستانی دو مجموعه داستان «حیوان - ۱۳۶۴» و «هفت شاخه سرخ - ۱۳۷۹» از او منتشر شده است.
سالِ ۱۴۰۳ مجموعهٔ نوشته‌های بهرامی به کوششِ همسر و دخترش در شش جلد منتشر شد.

## زندگیِ شخصی
میهن بهرامی در سال ۱۳۴۵ همسر فیلم‌ساز ایرانی، محمّد متوسّلانی، شد.

### مرگ
وی در روز ۳ اردیبهشت ۱۳۹۶ بر اثرِ سرطان ریه درگذشت.
محمّد متوسّلانی، شوهرش، با اعلام خبر درگذشت او گفت: «ایشان در تابستان سال گذشته به صورت ناگهانی متوجه سرطان ریه شدند. همان زمان پزشکان گفتند عارضه قلبی هم دارد. مدتی در بیمارستان بستری بود و بعد به منزل آمد. اسفندماه نیز دچار شکستگی پا شد وقتی او را به بیمارستان انتقال دادیم، پزشکان پس از نمونه‌برداری از ریه به ما گفتند تمام ریه او را لکه‌های سیاه فراگرفته است. آن‌ها صلاح ندیدند که در این وضعیت عمل شود؛ بنابراین او را به خانه منتقل کردیم تا این‌که دو سه روز پیش حالش وخیم شد. او را به بیمارستان دی منتقل کردیم، اما متأسفانه بعدازظهر امروز (یکشنبه، سوم اردیبهشت) ساعت ۱۶ از دنیا رفت.»